# Sam Pezzo
Sam Pezzo è un personaggio dei fumetti, protagonista dell'omonima serie, creato da Vittorio Giardino.

## Storia editoriale
Le avventure di Sam Pezzo, ideate, sceneggiate e disegnate tutte in bianco e nero da Giardino sono apparse per la prima volta sulla rivista Il Mago n. 86 del maggio 1979 che le ha ospitate fino al dicembre 1980.
Successivamente le storie inedite sono state pubblicate sulla rivista Orient Express dal dicembre 1982 al novembre 1983.
In seguito sono state pubblicate raccolte degli episodi.

## Caratteristiche
Sam Pezzo è un investigatore privato. Si muove in una città anonima ma modellata sulla Bologna a cavallo fra gli anni '70 e '80 del XX secolo.

## Episodi
L'elenco degli episodi con la rivista ed il numero di prima pubblicazione.
- Piombo di mancia (Il Mago n.86, maggio 1979 (12-1978))
- Nessuno ti rimpiangerà (Il Mago n.87, giugno 1979 (Le indagini di Sam Pezzo, Tit. orig: You Won't be missed))
- Risveglio amaro (Il Mago nn. 88-89, giugno e luglio 1979)
- La trappola (Il Mago nn. 93-94, dicembre 1979 e gennaio 1980)
- Merry Christmas (Il Mago nn. 96-99, da marzo a giugno 1980)
- L'ultimo colpo (Il Mago nn. 104-105, novembre e dicembre 1980)
- Shit city - Il debito (Orient Express n .5 ottobre - novembre 1982)
- Shit city - Pugnali gialli (Orient Express nn. 7 e 8, gennaio e febbraio 1983)
- Shit city - L'incastro cinese (Orient Express n. 11, giugno 1983)
- Night fire (Orient Express n. 16, novembre 1983)